# Snowboard al VII Festival olimpico invernale della gioventù europea
Le gare di snowboard al VII Festival olimpico invernale della gioventù europea si sono svolte dal 24 al 28 gennaio 2005 a Monthey, in Svizzera.
Sono state disputate due gare maschili e due gare femminili, per un totale di 4 gare.

## Podi

### Ragazzi
| Evento          | Oro             | Argento             | Bronzo      |
| Snowboard cross | Matthias Schöpf | Andreas Hacksteiner | Tony Ramoin |
| Halfpipe        | Peetu Piiroinen | Stian Aannestad     | Tore Holvik |

### Ragazze
| Evento          | Oro              | Argento       | Bronzo         |
| Snowboard cross | Océane Pozzo     | Sina Candrian | Pia Meusburger |
| Halfpipe        | Sophie Rodriguez | Sina Candrian | Simona Meiler  |